# La Mère (Brecht)
Pour les articles homonymes, voir La Mère.
La Mère ou Vie de la révolutionnaire Pélagie Vlassova de Tver (Die Mutter) est une pièce de théâtre du dramaturge allemand Bertolt Brecht écrite en 1931. 
Elle est inspirée du roman de Maxime Gorki La Mère (1907). La musique est de Hanns Eisler.
La première de cette pièce a eu lieu le 17 janvier 1932 à Berlin.